# Instalație de lansare a rachetelor antigrindină
Instalațiile de lansare a rachetelor antigrindină sunt echipamente tehnice specializate utilizate în sistemele de intervenție activă în atmosferă pentru combaterea grindinei. Scopul lor este lansarea rapidă și precisă a rachetelor antigrindină în norii convectivi pentru reducerea dimensiunii particulelor de gheață și prevenirea daunelor asupra culturilor, infrastructurii și zonelor locuite.

## Tipuri de instalații
Instalațiile de lansare se împart în:
- instalații cu operare manuală;
- instalații automatizate.

### Instalații cu operare manuală
Acestea necesită intervenția directă a operatorului pentru orientare și lansare. Exemple: instalația TKB-040 (proiectată în Rusia) și LARMA1 (produsă la Electromecanica Ploiești). Caracteristici:
- 6-8 ghidaje montate pe rampe verticale;
- mecanism manual de orientare;
- lansare simultană pe mai multe azimuturi (5° diferență);
- eficiența redusă în condiții de furtună rapidă.

### Instalații automatizate
Dotate cu control de la distanță, motoare electrice și senzori pentru poziționare precisă. Exemplu: Elia-MP. Caracteristici:
- orientare automă pe azimut și elevație;
- lansare dirijată și în evantai;
- sistem de blocare în caz de eroare;
- compatibile cu mai multe tipuri de rachete (ex: Алазань-6, АС, Алан-3).

## Utilizare internațională

### România

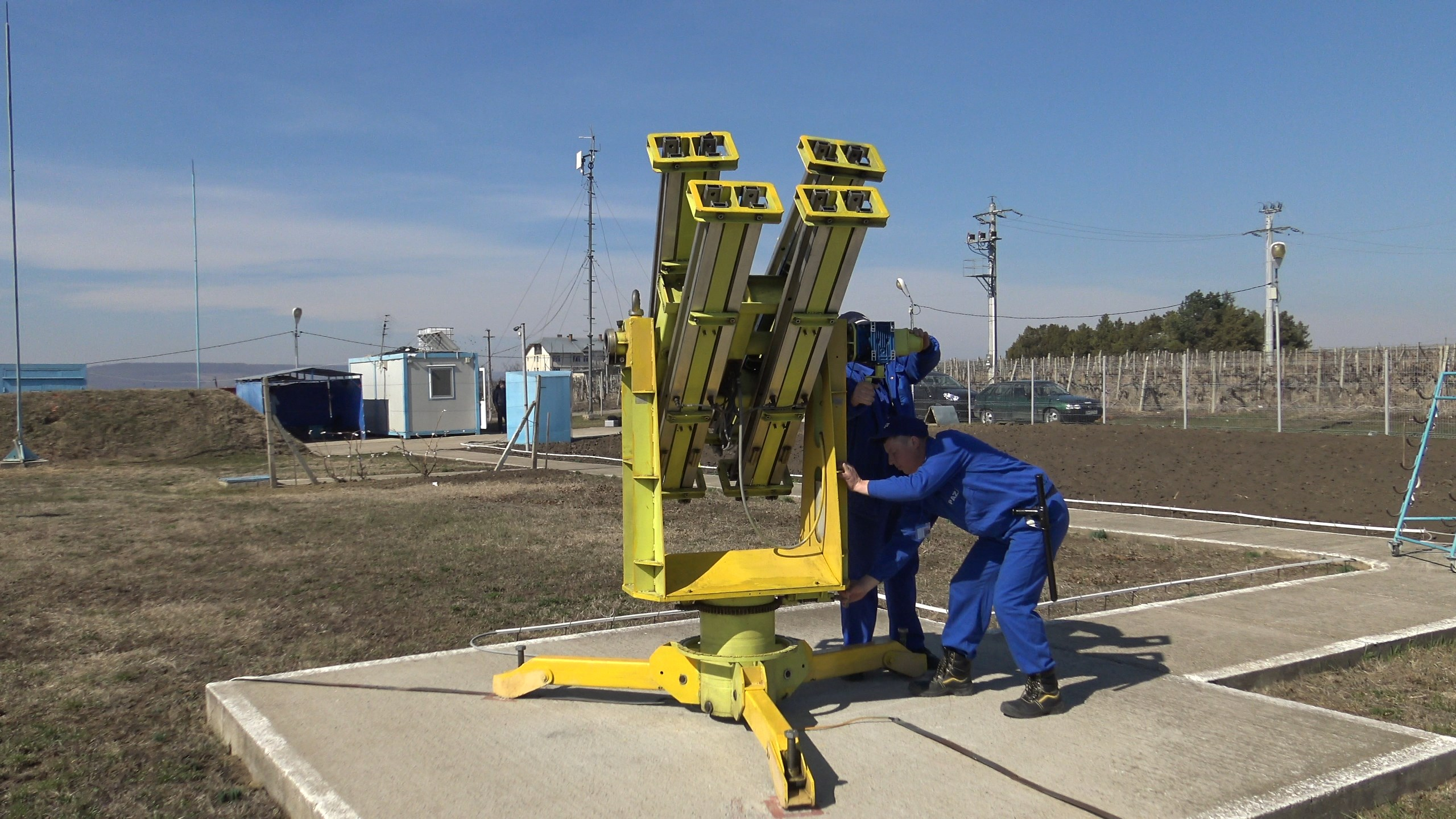
Instalație de Lansare produsă în România

Coordonată de Autoritatea pentru Administrarea Sistemului Național Antigrindină și de Creștere a Precipitațiilor (AASNACP),   funcționează din 2004 subordonată Ministerului Agriculturii. Aceasta coordonează unități de combatere a căderilor de grindină dotate cu instalații LARMA1, folosind rachete RAG-96 și RAG-96S produse de Electromecanica Ploiești.
Instalația permite lansarea a până la 8 rachete într-un minut. Ghidajele sunt montate în evantai, cu o distanță de 5° între ele, ceea ce permite lansarea simultană pe mai multe direcții, maximizând astfel acoperirea spațială a norului. Cu toate acestea, limitele acestor instalații includ timpul necesar pentru orientarea manuală, alimentarea și fixarea rachetelor, ceea ce poate reduce eficiența în cazul furtunilor rapide, când timpul de reacție este esențial (2–3 minute între detectare și intervenție). Rachete RAG-96/RAG-96S produse la Electromecanica Ploiești; ~660 g iodură de argint. Rețea extinsă cu peste 90 puncte de lansare.

### Rusia și spațiul ex-sovietic
În Rusia, combaterea grindinei se realizează printr-un sistem bine organizat de intervenție activă în atmosferă, moștenit parțial din epoca sovietică și modernizat ulterior. Sunt utilizate două tipuri principale de instalații de lansare a rachetelor antigrindină:
- Instalațiile cu operare manuală de tip TKB-040, proiectate inițial la uzina din Tula, sunt folosite în punctele de lansare staționare și necesită orientarea manuală a fiecărui ghidaj în funcție de azimut și unghi de elevație. Aceste instalații sunt compuse dintr-o structură metalică cu mai multe ghidaje (de obicei 6–12), un sistem de reglaj gradat și un mecanism declanșator comandat de operator.
- Instalațiile automatizate de tip „Elia-МР”, dezvoltate ulterior pentru creșterea eficienței operaționale, sunt echipate cu motoare electrice, senzori de poziție și unități de comandă controlate de la distanță. Acestea permit orientarea rapidă și precisă a ghidajelor, lansarea în evantai și integrarea în rețele informatizate regionale. Datorită mobilității și greutății reduse (~250 kg), pot fi instalate rapid pe terenuri dificile.

Ambele tipuri de instalații sunt compatibile cu rachetele de tip „Алазань-6”, „Дарг”, „АС” și „Алан-3”, care conțin iodură de argint ca substanță activă și sunt utilizate pentru însămânțarea norilor cu potențial de grindină.

### China
În China, combaterea grindinei face parte dintr-unul dintre cele mai extinse și organizate programe de modificare artificială a vremii din lume, aflat în dezvoltare încă din anii 1950. Primele experimente de însămânțare a norilor au fost realizate în 1958, iar sistemul național s-a extins semnificativ în ultimele decenii.
China utilizează o gama largă de instalații de lansare terestre, dintre care cele mai frecvente sunt:
- Instalații fixe de lansare a rachetelor, amplasate în puncte strategice, în regiunile agricole vulnerabile la grindină (precum provinciile Shanxi, Gansu, Henan, Hubei etc.). Acestea includ lansatoare metalice multiple, capabile să tragă rachete în evantai, în funcție de datele primite de la centrele meteorologice regionale.
- Instalații mobile, montate pe vehicule 4x4 sau camioane ușoare, utilizate în zonele montane sau greu accesibile. Acestea sunt utile pentru intervenții rapide și acoperirea unor goluri în rețeaua fixă.
- Instalații automatizate și semiautomatizate, dezvoltate în ultimele două decenii, conectate la rețele informatizate regionale. Aceste sisteme pot fi operate de la distanță, cu orientare precisă pe azimut și elevație, folosind date radar în timp real.

Potrivit Administrației Meteorologice Chineze, în anul 2018 existau în funcțiune:
- peste 8.200 de puncte de lansare a rachetelor antigrindină;
- aproximativ 6.500 de instalații de artilerie antigrindină adaptate (tunuri speciale);
- peste 50 de aeronave destinate intervenției meteorologice.

Toate aceste instalații sunt coordonate printr-un sistem național ierarhizat care include 6 centre regionale de modificare a vremii și peste 34.000 de stații meteorologice automate, oferind date pentru decizii rapide și eficiente privind lansarea rachetelor.
China utilizează rachete de producție internă, cu dispersie pe bază de iodură de argint sau alte compuși glaciogeni, adaptate pentru diverse condiții climatice. Sistemul este integrat cu observațiile satelitare și radarele Doppler, iar intervențiile sunt coordonate conform ghidurilor Organizației Meteorologice Mondiale.

### Serbia
Sistem organizat din 1967. Puncte de lansare operate de voluntari, recent modernizate. Model nou A6 (400 g agent activ, autodistrugere dublă) .În ultimii ani, Serbia a început modernizarea și automatizarea sistemului antigrindină. În 2019 a fost inaugurat un centru radar automatizat la Valjevo, capabil să gestioneze de la distanță 99 de lansatoare dispuse în 13 municipalități, protejând ~560.000 de hectare de teren. Acesta este primul sistem automat de acest fel din Europa de Sud, fiind dezvoltat cu tehnologie locală (corporatia sârbă Trayal) și având o rată de succes raportată de ~70%. Rachetele folosite de Serbia în prezent sunt de concepție modernă – de exemplu, modelul A6 (calibru 55 mm) produs de firma EDePro, care poartă 400 g de agent activ și are mecanism dublu de autodistrugere la finalul arderii pentru siguranță maximă. Avantajul acestor rachete de nouă generație este costul redus și posibilitatea de a fi lansate din stații complet automatizate. 

### Republica Moldova
Serviciul Special pentru Influențe Active Asupra Proceselor Hidrometeorologice înaintând din 1964. Utilizare instalații automate și manuale (Elia, TKB-040-K01). Producātori locali și import din Rusia/Bulgaria.Serviciul Special pentru Influențe Active asupra Proceselor Hidrometeorologice a fost înființat în anul 1964, în contextul necesității protejării culturilor agricole împotriva fenomenelor meteorologice extreme, în special a căderilor de grindină cu rachete fabricate de producători străini (Rusia, Bulgaria). Sunt utilizate instalații de lansare automatizate de tip Elia și instalații manuale de tip TKБ 040- К01 produse în Republica Moldova.

### Bulgaria[4]
În Bulgaria, combaterea grindinei are o tradiție de peste cinci decenii, fiind parte integrantă a politicilor naționale de protecție a agriculturii. Sistemul bulgar este organizat și coordonat de Institutul Național de Meteorologie și Hidrologie (NIMH), în colaborare cu Ministerul Agriculturii.
Bulgaria utilizează în prezent instalații de lansare semiautomatizate, dezvoltate pe baza experienței sovietice, dar adaptate condițiilor locale. Aceste instalații se încadrează între cele complet manuale și cele automatizate și se caracterizează prin:
- Orientare asistată mecanic – operatorii pot ajusta ghidajele cu ajutorul unor mecanisme cu roți zimțate și scale gradate, ceea ce reduce timpul necesar față de orientarea complet manuală;
- Sisteme de comandă electrice – lansarea rachetelor se realizează prin sisteme de aprindere electrice conectate la panouri de control, ceea ce permite declanșarea rapidă și sigură;
- Capacitate multiplă de tragere – instalațiile sunt echipate cu 4–8 ghidaje, amplasate în evantai, pentru acoperirea laterală a norului cu rachete.

Potrivit rapoartelor oficiale, Bulgaria deține câteva zeci de puncte de lansare fixe, concentrate în zonele agricole expuse din centrul și sudul țării (inclusiv regiunile Plovdiv, Haskovo, Stara Zagora). Fiecare punct este deservit de personal specializat care acționează conform avertizărilor primite de la rețeaua radar națională.
În ultimii ani, Bulgaria a început modernizarea treptată a rețelei antigrindină, integrând module electronice, telemetrie și monitorizare în timp real, cu scopul de a crește eficiența intervențiilor și de a reduce dependența de operatori umani.

### Georgia[5]
Sistemul a fost înființat în anii 1960, pe vremea când Georgia era parte a fostei URSS, fiind totodată primul serviciu de acest tip implementat în cadrul Uniunii Sovietice. Primele activități de însămânțare a norilor s-au desfășurat în Valea Alazani, o regiune viticolă de importanță strategică, iar în 1967 a fost creată prima unitate organizată de combatere a grindinei. Până în 1990, sistemul acoperea circa 1,2 milioane hectare în estul și sudul Georgiei, inclusiv 800.000 ha în regiunea Kakheti. Se utilizau rachete încărcate cu iodură de argint și plumb, lansate de la sol, din artilerie sau avioane, pentru a reduce formarea grindinei în norii convectivi.
În 2015, serviciul antigrindină din Georgia a fost reînființat pe baze moderne. Proiectul a inclus construcția unui radar meteorologic de ultimă generație și instalarea a peste 80 de lansatoare automatizate de rachete în estul țării, acoperind aproximativ 650.000 ha din Kakheti. Sistemul este coordonat de un centru de control care detectează norii periculoși și autorizează lansarea rachetelor încărcate cu iodură de argint. În prezent, intervențiile sunt realizate automatizat și sunt mult mai eficiente operațional decât în perioada sovietică.

## Istoric
Din Evul Mediu: tunuri și clopote pentru alungarea grindinei. Progres științific: secolul XX, cu Schaefer și Langmuir. URSS, Franța, SUA, Iugoslavia - pionieri în utilizarea rachetelor. Dezvoltare continuă cu integrarea GPS, senzori, rachete sigure și rețele radar moderne.